# پیتر هولمبرگ
پیتر ویلیام هولمبرگ (زاده ۴ اکتبر ۱۹۶۰، سنت توماس)، یک ملوان اهل جزایر ویرجین ایالات متحده آمریکا است که در المپیک تابستانی ۱۹۸۸، موفق به کسب مدال نقره کلاس فین شد. کسب این مدال، او را به تنها مدال آور کشورش در تاریخ بازی های المپیک تبدیل کرده است. 